# Phyllis Joyce McClean Punnett
Phyllis Joyce McClean Punnett (* 17. März 1917; † 12. Oktober 2004), häufig kurz Phyllis Punnett, war eine vincentische Lehrerin und Musikerin. Bekannt wurde sie als Dichterin der Nationalhymne von St. Vincent und den Grenadinen, die mit der Zeile St. Vincent Land So Beautiful beginnt und aus dem Jahr 1967 stammt.

## Leben
Über Punnetts Leben ist wenig bekannt. Sie unterrichtete Mathematik an einer Mädchenschule. In einem Nachruf von 2004 wird ihre große Liebe zu Poesie und Musik herausgestellt, die sich unter anderem in ihrem Klavierspiel und einer meisterhaften Beherrschung der englischen Sprache zeigte. Sie war auch karitativ engagiert, indem sie sich in der Kindertagesstätte von Calliaqua einbrachte, beim Altarschmuck half und Mohn für das Rote Kreuz verkaufte.
Punnett hinterließ zu ihrem Todeszeitpunkt zwei Kinder, sechs Enkel und fünf Urenkel.